# Alpha Ethniki 1970-1971
L'Alpha Ethniki 1970-1971 fu la 35ª edizione della massima serie del campionato di calcio greco, conclusa con la vittoria del AEK Atene, al suo quinto titolo.

## Formula
Le squadre partecipanti furono 18 e disputarono un girone di andata e ritorno per un totale di 34 partite.
Alle 17 squadre greche si aggiunsero i campioni del campionato cipriota della stagione precedente.
Le squadre retrocesse furono tre: nel caso la squadra cipriota fosse una di queste verrebbe sostituita dai campioni della stagione in corso e la quindicesima classificata diventerebbe la terza squadra greca retrocessa.
Il punteggio prevedeva tre punti per la vittoria, due per il pareggio e uno per la sconfitta.
Le squadre ammesse alle coppe europee furono tre: i campioni alla Coppa dei Campioni 1971-1972, la vincitrice della coppa nazionale alla Coppa delle Coppe 1971-1972 e la seconda classificata alla Coppa UEFA 1971-1972.

## Squadre partecipanti

### Profili
| Club            | Club     | Città      | Stadio                          | Stagione 1969-70                                |
| --------------- | -------- | ---------- | ------------------------------- | ----------------------------------------------- |
| AEK Atene       | dettagli | Atene      | Stadio Olimpico di Atene        | 2° in Alpha Ethniki                             |
| Apollōn Smyrnīs | dettagli | Atene      | Stadio Georgios Kamaras         | 1° in Beta Ethniki (Gruppo 1), promosso         |
| Arīs Salonicco  | dettagli | Salonicco  | Harilaou Stadion                | 4° in Alpha Ethniki                             |
| Egaleo          | dettagli | Egaleo     | Stadio Stavros Mavrothalassitis | 10° in Alpha Ethniki                            |
| EPA Larnaca     | dettagli | Larnaca    | Stadio Zenon                    | Ammesso in Alpha Ethniki come campione di Cipro |
| Ethnikos Pireo  | dettagli | Il Pireo   | Stadio Elliniko                 | 11° in Alpha Ethniki                            |
| Fostiras        | dettagli | Tavros     | Stadio di Tavros                | 1° in Beta Ethniki (Gruppo 2), promosso         |
| Īraklīs         | dettagli | Salonicco  | Stadio Kaftantzoglio            | 6° in Alpha Ethniki                             |
| Kavala          | dettagli | Kavala     | Stadio di Kavala                | 14° in Alpha Ethniki                            |
| OFI Creta       | dettagli | Candia     | Stadio Pankritio                | 13° in Alpha Ethniki                            |
| Olympiacos      | dettagli | Il Pireo   | Stadio Karaiskákis              | 3° in Alpha Ethniki                             |
| Panathīnaïkos   | dettagli | Atene      | Stadio Apostolos Nikolaidis     | Campione di Grecia                              |
| Paniōnios       | dettagli | Nea Smyrnī | Stadio Nea Smyrnis              | 9° in Alpha Ethniki                             |
| Panserraïkos    | dettagli | Serres     | Stadio Serrès                   | 8° in Alpha Ethniki                             |
| PAOK            | dettagli | Salonicco  | Stadio Toumpa                   | 5° in Alpha Ethniki                             |
| Pierikos        | dettagli | Katerini   | Stadio Municipale               | 7° in Alpha Ethniki                             |
| Proodeftikī     | dettagli | Korydallos | Stadio Nikaias                  | 12° in Alpha Ethniki                            |
| GAS Veria       | dettagli | Veria      | Stadio di Veria                 | 1° in Beta Ethniki (Gruppo 3), promosso         |

### Allenatori
| Squadra         | Allenatore         |               | Squadra                                          | Allenatore        |
| --------------- | ------------------ | ------------- | ------------------------------------------------ | ----------------- |
| AEK Atene       | Branko Stanković   |               | OFI Creta                                        | Giorgos Stratakis |
| Apollōn Smyrnīs | Sconosciuto        | Olympiacos    | Dan Georgiadis Giorgos Darivas Lakis Petropoulos |                   |
| Arīs Salonicco  | Milovan Ćirić      | Panathīnaïkos | Ferenc Puskás                                    |                   |
| Egaleo          | Sconosciuto        | Paniōnios     | Joe Mallett                                      |                   |
| EPA Larnaca     | František Havránek | Panserraïkos  | Sconosciuto                                      |                   |
| Ethnikos Pireo  | Sconosciuto        | PAOK          | Ivica Horvat Les Shannon                         |                   |
| Fostiras        | Sconosciuto        | Pierikos      | Sconosciuto                                      |                   |
| Īraklīs         | Ljubiša Spajić     | Proodeftikī   | Sconosciuto                                      |                   |
| Kavala          | Sconosciuto        | GAS Veria     | Sconosciuto                                      |                   |

## Classifica finale
|                   | Pos. | Squadra           | Pt | G  | V  | N  | P  | GF | GS | DR  |
| ----------------- | ---- | ----------------- | -- | -- | -- | -- | -- | -- | -- | --- |
| Grecia (bandiera) | 1.   | AEK Atene         | 88 | 34 | 23 | 8  | 3  | 67 | 18 | +49 |
|                   | 2.   | Paniōnios         | 83 | 34 | 21 | 7  | 6  | 61 | 34 | +27 |
|                   | 3.   | Panathīnaïkos     | 82 | 34 | 19 | 10 | 5  | 62 | 26 | +36 |
|                   | 4.   | Egaleo            | 75 | 34 | 15 | 11 | 8  | 31 | 24 | +7  |
|                   | 5.   | Īraklīs           | 75 | 34 | 13 | 15 | 6  | 40 | 30 | +10 |
|                   | 6.   | Apollōn Smyrnīs   | 71 | 34 | 12 | 13 | 9  | 30 | 27 | +3  |
|                   | 7.   | Olympiacos        | 71 | 34 | 13 | 11 | 10 | 44 | 24 | +20 |
|                   | 8.   | PAOK              | 68 | 34 | 12 | 10 | 12 | 38 | 32 | +6  |
|                   | 9.   | Ethnikos Pireo    | 68 | 34 | 10 | 14 | 10 | 45 | 37 | +8  |
|                   | 10.  | Arīs Salonicco    | 67 | 34 | 10 | 13 | 11 | 45 | 39 | +6  |
|                   | 11.  | Kavala            | 65 | 34 | 10 | 11 | 13 | 25 | 35 | -10 |
|                   | 12.  | Fostiras          | 64 | 34 | 8  | 14 | 12 | 31 | 47 | -16 |
|                   | 13.  | GAS Veria         | 64 | 34 | 9  | 12 | 13 | 28 | 47 | -19 |
|                   | 14.  | Pierikos          | 64 | 34 | 8  | 14 | 12 | 31 | 43 | -12 |
|                   | 15.  | Panserraïkos      | 62 | 34 | 9  | 10 | 15 | 32 | 38 | -6  |
|                   | 16.  | Proodeftikī       | 58 | 34 | 5  | 14 | 15 | 29 | 52 | -23 |
|                   | 17.  | OFI Creta         | 55 | 34 | 5  | 11 | 18 | 28 | 61 | -33 |
| Cipro (bandiera)  | 18.  | EPA Larnaca (- 1) | 44 | 34 | 3  | 4  | 27 | 23 | 76 | -53 |

Legenda:

      Campione di Grecia e ammesso alla Coppa dei Campioni
      Ammesso alla Coppa UEFA
      Ammesso alla Coppa delle Coppe
      Retrocesso in Beta Ethniki
Note:

Tre punti a vittoria, due a pareggio, uno a sconfitta.
EPA Larnaca penalizzato di un punto. Riammesso in Divisione A cipriota al termine della stagione in base all'ultimo posto conseguito.

## Risultati

### Tabellone
|                 | AEK  | Apo  | Ari  | Ega  | EPA  | Eth  | Fos  | Ira  | Kav  | OFI  | Oly  | Pan  | Pnn  | Pns  | PAOK | Pie  | Pro  | Ver    |
| --------------- | ---- | ---- | ---- | ---- | ---- | ---- | ---- | ---- | ---- | ---- | ---- | ---- | ---- | ---- | ---- | ---- | ---- | ------ |
| AEK Atene       | –––– | 2-0  | 2-0  | 2-0  | 3-0  | 2-1  | 2-0  | 2-0  | 4-0  | 4-0  | 2-0  | 1-1  | 1-0  | 2-0  | 2-0  | 3-1  | 6-0  | 8-2    |
| Apollon Smyrnis | 2-1  | –––– | 2-0  | 0-0  | 1-0  | 1-1  | 1-0  | 0-0  | 1-0  | 3-0  | 1-0  | 0-1  | 1-1  | 2-1  | 1-0  | 0-0  | 1-1  | 2-0    |
| Aris Salonicco  | 1-1  | 3-0  | –––– | 2-0  | 2-1  | 0-1  | 1-1  | 1-1  | 4-0  | 3-0  | 0-0  | 1-1  | 1-1  | 4-1  | 1-0  | 1-0  | 3-0  | 1-0    |
| Egaleo          | 0-2  | 0-2  | 2-1  | –––– | 0-0  | 1-0  | 2-1  | 0-0  | 2-1  | 2-0  | 1-0  | 2-0  | 0-1  | 2-1  | 1-0  | 1-1  | 2-0  | 1-0    |
| EPA Larnaca     | 0-1  | 0-0  | 2-1  | 0-1  | –––– | 0-6  | 0-2  | 0-1  | 2-0  | 1-3  | 1-2  | 1-6  | 1-3  | 0-2  | 1-2  | 2-1  | 1-1  | 0-2    |
| Ethnikos Pireo  | 1-3  | 1-0  | 1-1  | 1-1  | 1-0  | –––– | 0-0  | 1-1  | 2-1  | 6-0  | 0-2  | 2-2  | 1-3  | 1-1  | 0-0  | 1-1  | 1-0  | 3-1    |
| Fostiras        | 0-2  | 2-1  | 2-2  | 0-0  | 3-1  | 1-1  | –––– | 1-4  | 1-1  | 1-1  | 1-0  | 0-4  | 1-2  | 1-0  | 1-0  | 4-2  | 1-2  | 1-0    |
| Iraklis         | 0-1  | 1-0  | 1-1  | 0-0  | 3-0  | 1-1  | 3-0  | –––– | 0-0  | 3-1  | 0-0  | 1-0  | 2-2  | 1-1  | 0-4  | 1-0  | 3-1  | 1-1    |
| Kavala          | 0-0  | 1-1  | 2-1  | 1-0  | 2-1  | 2-1  | 0-0  | 1-1  | –––– | 2-0  | 0-0  | 1-0  | 0-1  | 0-0  | 1-0  | 1-0  | 1-1  | 3-0    |
| OFI Creta       | 1-1  | 2-2  | 2-2  | 0-2  | 3-1  | 0-0  | 2-2  | 1-2  | 1-0  | –––– | 0-0  | 2-2  | 0-2  | 1-3  | 2-2  | 3-2  | 0-0  | 1-2    |
| Olympiakos      | 2-0  | 0-1  | 4-1  | 2-2  | 3-1  | 0-1  | 4-0  | 1-1  | 3-0  | 1-0  | –––– | 0-1  | 2-1  | 2-0  | 1-0  | 4-0  | 1-2  | 5-0    |
| Panathinaikos   | 2-1  | 3-1  | 3-1  | 0-0  | 5-1  | 3-0  | 1-1  | 3-1  | 2-0  | 1-0  | 2-2  | –––– | 2-2  | 2-0  | 3-0  | 1-0  | 2-0  | 2-0    |
| Panionios       | 2-2  | 2-1  | 2-1  | 1-2  | 4-1  | 0-3  | 2-0  | 1-0  | 3-1  | 4-0  | 1-1  | 2-1  | –––– | 4-1  | 3-1  | 1-0  | 2-1  | 2-0    |
| Panserraikos    | 0-1  | 0-0  | 1-1  | 0-0  | 3-0  | 2-1  | 1-1  | 1-1  | 0-2  | 0-1  | 2-1  | 0-2  | 1-0  | –––– | 0-1  | 4-0  | 1-0  | 4-0    |
| PAOK Salonicco  | 0-0  | 0-0  | 2-2  | 1-0  | 3-1  | 1-0  | 3-0  | 0-1  | 1-0  | 2-0  | 0-0  | 3-2  | 3-1  | 1-1  | –––– | 1-2  | 6-3  | 0-0    |
| Pierikos        | 0-0  | 1-1  | 0-0  | 2-1  | 2-2  | 2-1  | 1-1  | 2-1  | 2-1  | 2-1  | 1-0  | 0-0  | 2-2  | 1-0  | 0-0  | –––– | 2-2  | 0-0    |
| Proodeftiki     | 1-2  | 1-1  | 2-1  | 1-2  | 2-0  | 2-2  | 0-0  | 1-2  | 0-0  | 0-0  | 1-1  | 0-2  | 0-1  | 0-0  | 1-1  | 1-0  | –––– | 1-1    |
| Veria           | 1-1  | 2-0  | 1-0  | 1-1  | 2-1  | 2-2  | 1-1  | 1-2  | 0-0  | 1-0  | 0-0  | 0-0  | 0-2  | 2-0  | 1-0  | 1-1  | 3-1  | ––––\| |

## Statistiche

### Classifica dei marcatori
Nel corso del torneo sono state segnate 690 reti in 306 gare. Di seguito è riportata la classifica dei cannonieri.
| Gol |  |  | Giocatore             | Squadra        |
| --- |  |  | --------------------- | -------------- |
| 28  |  |  | Giōrgos Dedes         | Paniōnios      |
| 27  |  |  | Dīmītrios Papaïōannou | AEK Atene      |
| 20  |  |  | Dīmītrīs Domazos      | Panathīnaïkos  |
| 15  |  |  | Andreas Jioutsos      | Olympiacos     |
| 15  |  |  | Kostas Nikolaidis     | AEK Atene      |
| 14  |  |  | Alexandros Alexiades  | Arīs Salonicco |
| 14  |  |  | Antōnīs Antōniadīs    | Panathīnaïkos  |